# Andrena sexguttata
Andrena sexguttata là một loài Hymenoptera trong họ Andrenidae. Loài này được Morawitz mô tả khoa học năm 1877.